# میشل فورنیره
میشل پل فورنیره (۴ آوریل ۱۹۴۲–۱۰ مه ۲۰۲۱) قاتل زنجیره‌ای فرانسوی بود که به قتل ۱۲ نفر در فرانسه و بلژیک در فاصلهٔ سال‌های ۱۹۸۷ تا ۲۰۰۳ اعتراف کرد. او پس از اینکه در ژوئن ۲۰۰۳ به دلیل تلاش برای آدم‌ربایی یک دختر نوجوان در سینه دستگیر شد، در سال ۲۰۰۴ به قتل ۹ نفر - هشت زن و یک مرد - که همسرش مونیک پیرت اولیویه (متولد ۳۱ اکتبر ۱۹۴۸) نیز از آنها مطلع بود، اعتراف کرد. او در هفت مورد از این قتل‌ها در ۲۸ مه ۲۰۰۸ مجرم شناخته شد و به حبس ابد بدون امکان آزادی مشروط محکوم شد، در حالی که اولیویه به اتهام همدستی به حداقل ۲۸ سال حبس ابد محکوم شد.
در فوریه ۲۰۱۸، فورنیره به قتل دو زن دیگر اعتراف کرد. در ۱۶ نوامبر ۲۰۱۸، او و اولیویه به قتل فریدا هامیچه، آخرین زنی که فورنیره در سال ۲۰۰۴ به قتل آنها اعتراف کرده بود، محکوم شدند. فورنیره بار دوم به حبس ابد محکوم شد و اولیویه نیز ۲۰ سال دیگر حبس گرفت. در مارس ۲۰۲۰، فورنیره به کشتن «استل موزن» اعتراف کرد که در سال ۲۰۰۳ از گورمانت ناپدید شده بود.

## مرگ
Fourniret در ۱۰ مه ۲۰۲۱ در سن ۷۹ سالگی پس از بستری شدن در بیمارستان به دلیل مشکلات تنفسی درگذشت.